# Sergio Antonio Scalese
Sergio Antonio Scalese (Soleto, 23 ottobre 1959) è un generale italiano, dal 13 gennaio 2022 comandante del Comando per le operazioni in rete.

## Biografia
Nato a Soleto (Lecce) nel 1959, dal 1978 al 1982 frequenta i corsi dell'Accademia Aeronautica con il corso Urano 3°. Nel 1983 ottiene la specializzazione in telecomunicazioni, e presta servizio inizialmente presso la direzione TLC e A.V del comando 3° R.A di Bari, per poi passare al comando operativo della 3°R.A di Martina Franca, e infine allo Stato Maggiore del Comando 3° R.A.
Dopo aver frequentato il 65° corso presso la Scuola di Guerra Aerea ed il corso ISSMI, svolge l'incarico di Tutor in quest'ultimo. 
Nel 1998 viene assegnato al 4º Reparto dello Stato Maggiore dell'Aeronautica, con l'incarico di Capo della 4ª Sezione "TLC Telematica ed Infosec".
Fra l'aprile del 2005 e il settembre del 2010 presta servizio presso la
3ª Divisione del Comando Logistico, svolgendo gli incarichi di Capo del 2° e del 3° Ufficio. 
Dal 2015 al 2016 frequenta la 67ª sessione dell'Istituto Alti Studi Difesa, e sempre nel 2015 è stato promosso a generale di brigata aerea, e vice comandante della 3ª Divisione Aerea, diventandone il comandante nel 2017. Il 1° gennaio 2020 viene promosso a generale di divisione aerea.
Il 15 luglio 2021 assume l'incarico di generale del ruolo delle Armi dell'Arma Aeronautica, mentre il 13 gennaio 2022 viene nominato comandante del COR. Ad agosto 2022 è promosso a generale di squadra aerea.
È inoltre laureato in Scienze Aeronautiche e Scienze Politiche.